# Nina Hemmer
Nina Hemmer (Colonia, 13 febbraio 1993) è una lottatrice tedesca, specializzata nella lotta libera.

## Biografia
Ha esordito ai mondiali al torneo di Budapes 2013 con il quindicesimo posto nel torneo dei 51 kg. 
Dal 2015 compete nella categoria dei 53 kg. Ha disputato i mondiali di Las Vegas 2015 completando la competizione all'ottavo posto.
Si è affermata a livello continentale agli europei di Riga 2016, in cui ha vinto il bronzo nei 53 kg, sua categoria di peso. Ha ottenuto il secondo posto al torneo dei qualificazione olimpica di Zrenjanin, che gli ha garantito di partecipare all'Olimpiade. Ha quindi rappresentato la Germania ai Giochi olimpici estivi di Rio de Janeiro 2016, dove si è classificata quattordicesima nel torneo dei 53 kg.
Agli europei di Novi Sad 2017 ha replicato il bronzo. Ai mondiali di Parigi 2017 si è classificata quattordicesima.
L'anno successivo ai mondiali militari di Mosca 2018 ha vinto l'oro, superando in finale la cinese Rong Liao. Ai mondiali di Budapest 2018, si è piazzata ottava.
Ha fatto parte della spedizione tedesca ai II Giochi europei di Minsk 2019, guadagnando il bronzo nel torneo dei 53 kg. Ai mondiali di Nur-Sultan dello stesso anno ha concluso al quattordicesimo posto. Ha poi vinto il bronzo ai Giochi mondiali militari di Wuhan 2019.
Alla Coppa del mondo individuale di Belgrado, competizione che ha preso il posto dei mondiali, annullati a causa dell'insorgere emergenza sanitaria, conseguenza della pandemia di COVID-19, si è classificata quinta, dopo essere rimasta sconfitta dalla russa Anzhelika Vetoshkina nella finale per il terzo posto.
Ai mondiali di Oslo 2021 ha vinto l'argento, perdendo la finale del torneo dei 55 kg contro la giapponese Tsugumi Sakurai.

## Palmarès
- Mondiali

Oslo 2021: argento nei 55 kg;
- Giochi europei

Minsk 2019: bronzo nei 53 kg;
- Europei

Riga 2016: bronzo nei 53 kg;
Novi Sad 2017: bronzo nei 53 kg;
- Giochi mondiali militari

Wuhan 2019: bronzo nei 53 kg;
- Mondiali militari

Mosca 2018: oro nei 53 kg;